# Ада Колау
Ада Колау Бальяна (кат. Ada Colau Ballano, нар. 3 березня 1974, Барселона) — іспанська політична і громадська діячка лівого спрямування, з 13 червня 2015 року — мер Барселони, перша жінка, яка зайняла цю посаду. Була однією з творців організації Plataforma de Afectados por la Hipoteca («Платформа для постраждалих від іпотечних кредитів»), створеної в Барселоні в 2009 році у зв'язку з ростом числа виселень мешканців, нездатних своєчасно оплатити іпотечні кредити.

## Життєпис
Ада Колау народилася в Барселоні, виросла в районі Гінардо. Вивчала філософію в університеті Барселони, але була змушена залишити навчання через фінансові проблеми в сім'ї.
У 2009 році була однією з засновників Plataforma de Afectados por la Hipoteca, і виступала в якості прес-секретаря цієї організації до 2014 року. Представляючи організацію на парламентських слуханнях по житловій кризі в лютому 2013 року, назвала представника іспанської банківської асоціації «злочинцем», після чого стала відомою в загальнонаціональному масштабі.
Колау підтримує використання формату escraches — публічних протестів біля будинків, де живуть урядові чиновники. У тому ж місяці в парламенті Іспанії обговорювалася Народна законодавча ініціатива, запропонована РАН і зібрала понад 1,4 млн підписів на свою підтримку. Потім Колау виступила з промовою в Комітеті Європейського парламенту з петицій в Брюсселі.
У березні 2013 року представник уряду Іспанії Крістіна Сіфунтес з правлячої Народної партії звинуватила Колау в підтримці баскської радикальної партії Більду.
Кола є співавтором книги «Закладені життя» (англ. Mortgaged Lives), створеної на основі її особистого досвіду роботи в PAH.

## Політична діяльність
7 травня 2014 року Ада Колау оголосила про свою відставку з поста представника PAH і зайнялася політичною діяльністю. З червня 2014 року вона була представником по зв'язках з громадськістю створеної в той момент громадянської платформи Barcelona en Comú.
В цей рух увійшли місцеві відділення нової лівої партії «Подемос», екосоціалістична партія «Ініціатива за Каталонію — Зелені», радикальна антикапиталістична партія «Об'єднані і альтернативні ліві», зелена партія «Equo» і соціальний рух «Procés Constituent». В ході передвиборної кампанії за Аду Колау агітували лідер «Подемос» Пабло Іглесіас Турріон і екс-президент Уругваю Хосе Мухіка.
На муніципальних виборах в травні 2015 року в Барселоні Колау здобула більшість голосів, і 13 червня 2015 року стала мером Барселони. Насамперед вона скоротила свій оклад в якості мера з 12 тисяч євро до 2,2 тисяч. Подібної економії повинні були слідувати і члени її адміністрації.
Колау обіцяла припинити практику позбавлення жител сімей, які заборгували через кризу, використовувати порожні квартири як соціальне житло, інвестувати за 2 роки 120 мільйонів євро в 12 найбідніших районів міста, витратити 200 млн євро на створення нової енергетичної моделі, знизити ціни на воду, газ і електрику, ввести мінімальну допомогу в 600 євро для найменш забезпечених жителів міста, побудувати 30 нових дитячих садків за 4 роки і ввести місячний проїзний квиток на всі види міського транспорту. Газета «The Guardian» назвала її «найрадикальнішим мером світу».
7 червня 2019 року її кандидатура була схвалена її рухом «Barcelona en Comú» 94 % голосів для висунення на чергових виборах. 15 червня Ада Колау була переобрана мером, хоча її список отримав менше голосів, ніж список партії «Ліві республіканці Каталонії». Їй вдалося залишитися на посаді мера завдяки укладанню пакту з Соціалістичною партією Каталонії — в міській раді за неї проголосувала не тільки власна фракція, а й соціалісти і троє з групи депутатів на чолі з Мануелем Вальсом.

## Особисте життя
11 грудня 2017 року зробила камінг-аут як бісексуалка.

## Нагороди
- 2013 — Award for Human Rights, Барселонський кінофестиваль за права людини
- 2013 — Award for Defenders of Social Right, спільно з Рафаелем Майоралем, як представники PAH
- 2013 — European Citizens 'Prize (спільно з PAH)
- 2013 — United Women Prize від організації Artistas Intérpretes, Sociedad de Gestión (AISGE).